# Pierre Boitard
Pierre Boitard (* 27. April 1789 in Mâcon; † 25. August 1859 in Montrouge) war ein französischer Botaniker und Geologe. 
Von Boitard stammt eine der ersten Beschreibungen und Klassifizierungen des Beutelteufels. Der Naturwissenschaftler George Harris beschrieb den Beutelteufel zwar erstmals 1807 und gab ihm die wissenschaftliche Bezeichnung Didelphis ursina. 1838 wurde der Teufel durch Richard Owen in Dasyurus laniarius umbenannt wurde. Der Name bestand allerdings nicht lange. Pierre Boitard ordnete die Art 1841 der Gattung Sarcophilus zu und benannte die Art entsprechend in Sarcophilus harrisii um. 
Neben der Neuklassifizierung des Beutelteufels ist Pierre Boitard auch bekannt für seine fiktive Naturgeschichte Paris avant les hommes (Paris vor dem Menschen). Sie erschien erst nach Pierre Boitards Tod im Jahre 1861. In dieser Erzählung beschreibt er das Leben eines prähistorischen und affengleichen menschlichen Vorfahren, dessen Leben in der Region von Paris stattfand.

## Weblink
| Personendaten    | Personendaten                       |
| ---------------- | ----------------------------------- |
| NAME             | Boitard, Pierre                     |
| KURZBESCHREIBUNG | französischer Botaniker und Geologe |
| GEBURTSDATUM     | 27. April 1789                      |
| GEBURTSORT       | Mâcon                               |
| STERBEDATUM      | 25. August 1859                     |
| STERBEORT        | Montrouge                           |